# Stefaniola brevis
Stefaniola brevis är en tvåvingeart som beskrevs av Möhn 1971. Stefaniola brevis ingår i släktet Stefaniola och familjen gallmyggor.
Artens utbredningsområde är Tunisien. Inga underarter finns listade i Catalogue of Life.